# Ворог (роман)
«Ворог» (англ. The Enemy) — детективний роман англійського письменника Лі Чайлда, виданий 2004 року. Роман є восьмим у циклі творів про колишнього військового поліцейського Джека Річера. В романі розповідається про справу, яку Джек Річер розслідував під час служби у військовій поліції (події відбуваються 1989-90 роках).

## Сюжет
В останні години 1989 року генерал-майор Кеннет Крамер помирає від серцевого нападу під час сексу в мотелі Північної Кароліни, можливо, перебуваючи в компанії повії (його знайшли голим). Майор військової поліції Джек Річер, несподівано переведений з Панами до Форту-Берд, проводить розслідування і доходить висновку, що гіпотетична повія вкрала портфель генерала. Командир Річера полковник Леон Гарбер наказує йому повідомити дружині про смерть генерала. У супроводі чорношкірої жінки-офіцера лейтенанта Саммер, Річер їде до будинку генерала у Вірджинії, де знаходить тіло його дружини та сліди незаконного проникнення.
Річер з'ясовує, що генерал та троє підлеглих щойно приїхали до США з Німеччини та були на шляху до Форт-Ірвіна, Каліфорнія.
Річер повертається до бару через вулицю від мотелю, намагаючись ідентифікувати повію. Він розмовляє з одним з військовиків, які відпочивали там та стає до бою з викидайлом вважаючи, що той б'є повій, та ламає йому коліно. Після цього нічний консьєрж мотелю каже Річеру, що він почув, як після смерті Крамера від мотелю від'їжджала військова машина, і Річер робить висновок, що жінка, з якою зустрічався Крамер — офіцер з військової бази, розташованої поруч.
Пізніше він знайомиться з двома офіцерами, полковником Кумером та бригадним генералом Васселем, членами штабу Крамера, які розпитують про його портфель, але від'їжджають після того, як Річер згадує про смерть пані Крамер.
Тим часом на базі, до якої прикомандирований Річер, знаходять тіло солдата групи Дельта Крістофера Карбона, вбивство якого обставлене в такий спосіб, що явно натякає, що той був геєм. Полковника Гарбера раптово переводять до Південної Кореї, і його замінює полковник Віллард, неприємний бюрократ, який доручає Річеру списати смерть Карбона на нещасний випадок. Він також виявляє, що покійний Карбон подав скаргу на Річера, звинувачуючи його у нападі на викидайла, і що він має намір використати це як доказ того, що Річер вбив Карбона, якщо він швидко не закриє розслідування.
Від того моменту перед Річером не лише стоїть загадка, але він зустрічає протидію з боку тимчасового керівництва, а також членів групи Дельта, які так само підозрюють його у вбивстві їхнього товариша, оскільки того міг вбити хтось з силою та статурою, схожими на Річерові.
Невдовзі після того було повідомлено про вбивство Девіда Брубекера — командира групи Дельта, застреленого на одній з вулиць Колумбії з грошима та героїном у кишені. Вважаючи, що два вбивства пов'язані між собою, Річер та Саммер зосереджуються на питанні, чого не вистачає у нещодавно знайденому обабіч дороги портфелі Крамера, а саме: порядку денному конференції, у якій він мав узяти участь разом з командирами бронетанкових підрозділів. Проведення такої конференції в новорічні свята свідчить про її терміновість та крайню важливість. Кумер і Вассел заперечують, що такий порядок денний існує, і Віллард починає чинити тиск на Річера. Той починає вести розслідування з використанням власних контактів у військовій поліції та багаторічного досвіду у прагненні розгадати справжню причину, чому портфель Крамера було вкрадено. При цьому він встановлює, що не тільки його, а й інших найкращих слідчих військової поліції раптово перевели на нове місце служби.
Річер багато подорожує: Східним узбережжям, тричі протягом двох тижнів прилітає до Європи.
У розпал всих тих подій він отримує дзвінок від свого старшого брата, Джо, який повідомляє йому, що його мати Джозефіна померла від раку в Парижі.
Після повернення до США з Парижа Річер домовився про зустріч з начальником генерального штабу та доповів йому свої висновки: з неминучим розпадом Радянського Союзу армія готується до скорочення своїх бронетанкових частин на користь піхоти, і Крамер та його товариші по службі, не бажаючи втрачати свою престижну роботу та привілеї, готувались організувати складну схему зв'язків із громадськістю та лобіювання, щоб переконати Конгрес та американський народ відкинути такий план. Передбачивши це, начальник генерального штабу визнає, що він перевів двадцять найкращих армійських слідчих, включаючи Річера, в певний день, щоб вони були призначені на конкретні посади по всьому світу, використовуючи підроблені накази Гарбера, щоб вони змогли запобігати таким маніпуляціям. Він надає Річеру докази і зазначає, що міністр оборони також був у змові.
Річер вважає, що Крамер був геєм, і що він зустрів Карбона в мотелі, а той викрав його портфель, коли генерал помер, і повідомив Брубекера про вміст. Він також підставив Річера, якого звинуватили в нападі, щоб приховати свої сліди. Кумер і Вассел, прагнучи віднайти портфель, розповіли про стосунки генерала з Карбоном помічнику генерала Маршаллу, який убив Карбона, а потім вбив Брубекера. Він також убив пані Крамер під час обшуку в її будинку. Річер доходить висновку, що Маршалл теж є геєм та мав стосунки з генералом Крамером і вбив його дружину від гніву та ревнощів.
Річер їде до Каліфорнії та заарештовує Вассела та Кумера за змову та вбивство. Потім він вирушає на полігон у пустелі Мохаве, де Маршалл бере участь у стрільбах, щоб також заарештувати його. Маршалл намагається покінчити життя самогубством, викликавши вогонь танків по своїй позиції, але Річер завдає йому поранення та бере під варту. Згодом знаходиться зниклий порядок денний: він містить план вбивства вісімнадцяти видатних офіцерів піхоти, включаючи багатьох перспективних офіцерів, щоб знищити їхні зусилля з модернізації армії. Докази передані військовим органам, а звинувачених за злочини засуджують до довічного позбавлення волі.
Річеру повідомляють, що через звинувачення, висунуті Карбоном, його понизять до капітана, якщо він не оскаржить це. Натомість Річер приймає звинувачення, щоб уникнути подальшого розголошення деталей біографії Карбона. Перш ніж прийняти нове призначення в Панамі, він вистежує корумпованого Вілларда та страчує його у власному будинку, підкинувши наркотики, щоб приховати свою причетність. Історія завершується тим, що Річер розмірковує про те, що він більше ніколи не побачить Саммер, попри те, що вона отримала підвищення до капітана.

## Основні персонажі
- Джек Річер — протагоніст, військовий поліцейський, член 110-го спеціального підрозділу військової поліції;[4]
- генерал-майор Кеннет Крамер — командувач бронетанкових військ США в Європі;
- полковник Леон Гарбер — керівник Річера;
- Джо Річер — брат Джека Річера;
- полковник Кумер та бригадний генерал Вассел — члени штабу Крамера, учасника змови;
- полковник Віллард — тимчасовий керівник Річера, офіцер, пов'язаний з учасниками змови;
- лейтенанта Саммер — напарник Річера в розслідуванні;

## Номінації та перемоги
2005 рік
- Номінація «Dilys Award»[5]
- Переможець «Barry Award», кращий роман;[6]
- Премія «Ruby Award» на «BookBrowse Awards»;[7]
- Премія «Nero Award».[8]

Книга отримала схвальні відгуки від оглядачів Entertainment Weekly, The New York Times, The New York Times Book Review